# Premier ministre du Cameroun
Le Premier ministre du Cameroun (en anglais : Prime Minister of Cameroon) est le chef du gouvernement camerounais.
D'après l'article 10 de la constitution du Cameroun, il est nommé par le président de la République. Ce dernier fixe ses attributions et met fin à ses fonctions. Il propose à la nomination des membres du gouvernement.

## Fonction

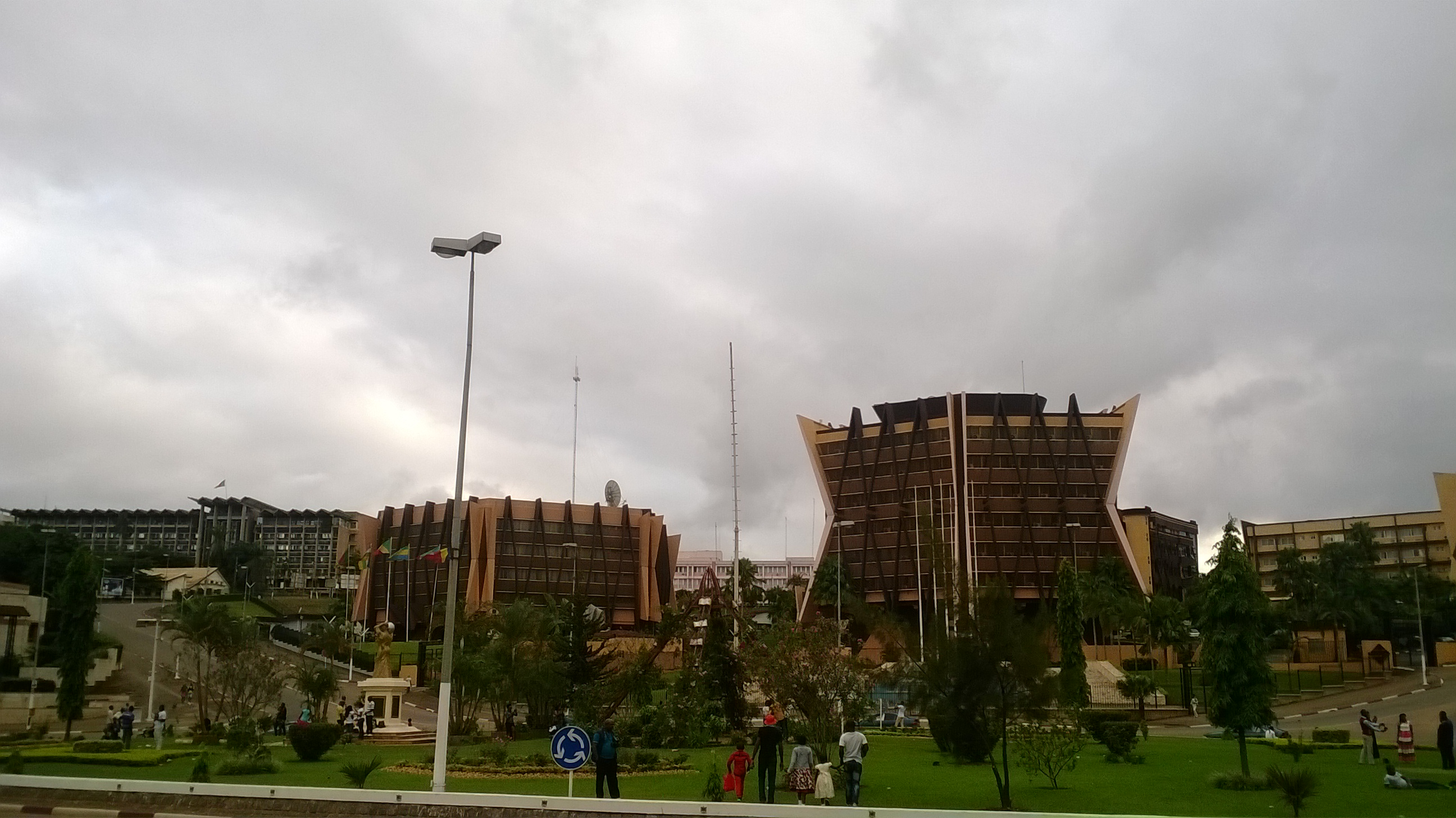
La Primature de Yaoundé, siège du gouvernement du Cameroun.

Ses différentes attributions sont énumérées dans l'article 12 de la constitution qui dispose que :
- le Premier ministre dirige l’action du gouvernement ;

- il est chargé de l'exécution des lois ;

- il exerce le pouvoir réglementaire et nomme aux emplois civils, sous réserve des prérogatives reconnues au président de la République dans ces domaines ;

- il dirige tous les services administratifs nécessaires à l'accomplissement de sa mission ;

- il peut déléguer certains de ses pouvoirs aux membres du gouvernement et à des hauts responsables de l'administration de l'État.